# Neues Solbad (Schwäbisch Hall)

Schwäbisch Hall. Das 1880 eingeweihte Solbad auf dem Unterwöhrd auf einer Postkarte um 1900.

Das Neue Solbad war ein Kurhaus in Schwäbisch Hall, einer Stadt in Baden-Württemberg. Es befand sich auf der Kocherinsel Unterwöhrd südlich des mittelalterlichen Stadtkerns in unmittelbarer Nachbarschaft zum bereits 1827 errichteten Alten Solbad.

## Beschreibung
Es wurde im Jahre 1880 als „aufwendiger Neubau […] im Schweizerstil, einem Stil des Historismus“ errichtet. Es existiert noch eine Zeichnung des Architekten Holch, die einen Querschnitt des „Konversationssaals“ des Neuen Solbades zeigt.  Als Schwäbisch Hall sich zum Kurort entwickelte, besuchten um 1900 etwa 13.000 Gäste das Haus. Das Gebäude was als „Städtisches Solbad“ gleichzeitig die öffentliche Badeeinrichtung, wo die Bevölkerung der Stadt Schwäbisch Hall, die seinerzeit nicht über Badezimmer in ihren Wohnungen verfügte, warme Wannenbäder nehmen konnte. Lange Zeit waren mehrere Arztpraxen im Gebäude untergebracht, die dort Badeanwendungen und Elektrotherapie anboten. Der Kurbetrieb wurde jedoch durch die Auswirkungen des Ersten Weltkrieges ab 1914 beeinträchtigt, eine Wiederaufnahme des Kurbetriebs nach den beiden Weltkriegen war nicht erfolgreich. Durch mehrere Umbauten mit Umgestaltungen der Außenfassade und des Turms verlor das Gebäude zunehmend seinen ursprünglich historistischen Charakter. 
Anschließend wurde das Solbad bis zu Beginn der 1960er Jahre als Gasthof „Solbad“ mit Restaurant, Festsaal und Biergarten genutzt. Das Gebäude begann jedoch bereits während dieser Zeit zunehmend zu verfallen. 1967 schloss das Solbad und wurde nach dem Leerstand als Schlafstätte durch Obdachlose genutzt. Der Gemeinderat der Stadt Schwäbisch Hall beschloss am 11. Oktober 1967 den Abriss. Kurz darauf kam es in dem Gebäude zu einem Brand. Am 25. Januar 1968 begann der Abbruch.
An der Stelle des ehemaligen Solbads befindet sich heute in der Sommersaison der Biergarten auf dem Unterwöhrd, in dessen direkter Nachbarschaft sich das Haller Globe-Theater befindet.

## Prominente Badegäste
- Heinrich Himmler (1936)[4]